# Sai Baba
Sai Baba (23. november 1926 – 24. april 2011) var en indisk guru. Han blev født i landsbyen Puttaparthi i delstaten Andhra Pradesh, og fik navnet Sathyanarayana Raju. Han døde den 24. april 2011 efter længere tids sygdom i sin hjemby. 
Sai Babas lære handler om uselvisk næstekærlighed og enhed. Hans tilhængerskare, som skulle være på op mod 50 millioner mennesker, betragter ham som et guddommeligt væsen på linje med Jesus og Buddha eller som en avatar, dvs. en guddommelig inkarnation, af såvel en tidligere guru som guden Krishna.
Sai Baba var kendt for udførelse af mirakler, hvor han materialiserede hellig aske, som han strøede om sig til disciplene. Men også mere værdifulde genstande, som ure og halskæder, indgik i hans mirakler. Desuden skulle han kunne foretage helbredelser og dødeopvækkelser.
I 1940 erklærede han sig som Sathya Sai Baba, en reinkarnation af Sai Baba fra Shirdi, som var en helgen, der døde i 1918. Samme år grundlagdes Sai Babas Ashram, Prashanti Nilayam (= "den højeste freds bolig").
Sai Baba anbefalede at leve et rent liv. Han lagde vægt på den nære forbindelse mellem ham og den enkelte discipel. Sai Baba blev beskyldt for fup og svindel samt – ikke mindst – for pædofili, som det blev dokumenteret i en tv-dokumentar-udsendelse i Danmarks Radio i 2002. Beskyldningerne afvistes af bevægelsens nuværende danske medlemmer. Sai Baba blev aldrig retsforfulgt og følgelig ikke dømt for at have begået nogen kriminel handling.